# Hakucho
Hakucho (白鳥) é uma kata cuja origem está ligada ao estilo da garça branca. O trasmissor do kata no Japão foi o mestre Wu Xiangi.